# نوال المتوكل
نوال المتوكل (مواليد 15 أبريل 1962) هي عداءة مغربية سابقة. كانت طالبة وعداءة في جامعة ولاية آيوا. في أولمبياد لوس انجلوس 1984 فازت بميدالية ذهبية في سباق 400 متر حواجز لتصبح أول امرأة أفريقية وعربية تحرز ميدالية ذهبية، وأول امرأة عربية تحصل على ميدالية أولمبية. ودعت المناسبة ملك المغرب الحسن الثاني للأمر بتسمية كل مولودة ولدت في يوم حصولها على الميدالية باسم نوال.
أصبحت عضوا في اللجنة الدولية الأولمبية عام 1998، ثم دخلت المكتب التنفيذي للاتحاد الدولي لألعاب القوى عام 1995، واسندت لها مهام وزيرة للشباب والرياضة في حكومة المغرب 2007 عن حزب التجمع الوطني للأحرار في 15 أكتوبر 2007. وعينت المتوكل في 27 يوليو 2008 رئيسة للجنة تقييم ملفات المدن المرشحة لاستضافة أولمبياد 2012. في 26 يوليو 2012 انتخبت نوال المتوكل في منصب نائب رئيس اللجنة الأولمبية الدولية كأول امرأة عربية ومسلمة وإفريقية تبلغ هذا المنصب.

## إنجازات
حصلت على ذهبية سباق400 متر حواجز في دورة ألعاب البحر الأبيض المتوسط 1983 بالدارالبيضاء - المغرب، وذهبية 400 متر عدو في دورة الألعاب الأفريقية في القاهرة في نفس العام، وذهبية ألعاب البحر الأبيض المتوسط 1987 لسباق 400 متر عدو في اللاذقية - سوريا. حصلت على ذهبية سباق 400 متر حواجز في دورة الألعاب الأوليمبية 1984 بلوس أنجلوس.
في عام 1993، دعت نوال لتأسيس السباق النسوي للدار البيضاء، مع حوالي 30,000 مشاركة رياضية، حيث أصبحت واحد من أكبر الأحداث الرياضية النسائية وهو الآن معروف في جميع أنحاء العالم. في عام 1995 أصبحت عضوا في الرابطة الدولية لاتحادات ألعاب القوى (IAAF)، ومنذ عام 1998 ونوال عضو في اللجنة الأولمبية الدولية (IOC). في عام 2002 أسست المنظمة الغيرحكومية «الجمعية المغربية للرياضة والتنمية». من 1997 إلى 1998 كانت وزيرة الدولة في وزارة الشباب والرياضة في المغرب، في أكتوبر 2007، تم تعيينها لقيادة هذه الوزارة.
بقامة 1.62 م كانت المتوكل على وزن المنافسة من 50 كجم. وهي متزوجة وأم لطفلين فقط.

## اقرأ أيضا
- قائمة أقوى 100 امرأة عربية لعام 2016
- عزيز داودة

## روابط خارجية
- نوال المتوكل على موقع الاتحاد الدولي لألعاب القوى (الإنجليزية)
- نوال المتوكل على موقع اللجنة الأولمبية الدولية (الإنجليزية)
- نوال المتوكل على موقع أوليمبيديا (الإنجليزية)
- نوال المتوكل على موقع قاعة آيوا للمشاهير الرياضية (الإنجليزية)

نبذة عن نوال المتوكل  على موقع الاتحاد الدولي لألعاب القوى